# アメリカツガ

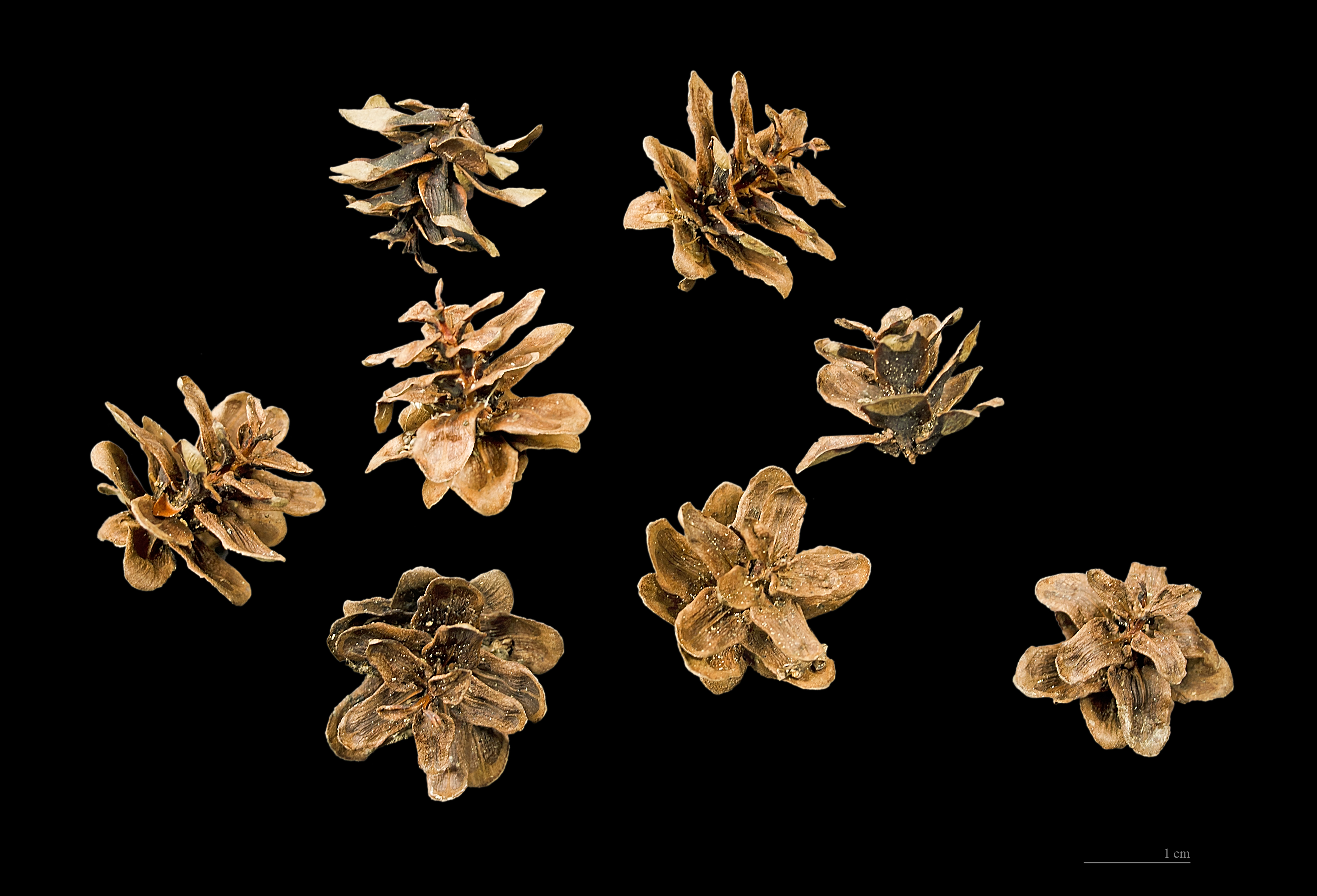
Tsuga heterophylla

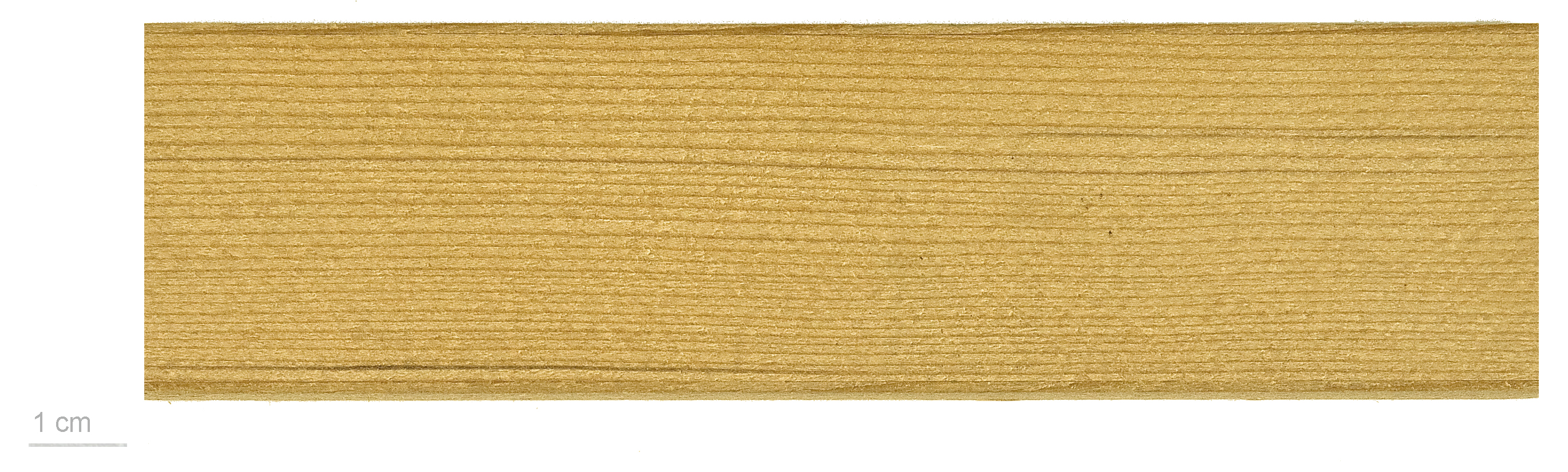
Tsuga heterophylla

アメリカツガ（米栂、学名: Tsuga heterophylla）は、マツ科ツガ属の常緑針葉樹。北アメリカ大陸の冷涼で湿潤な太平洋沿岸に自生する。

## 概要
和名は「アメリカ産のツガ」の意味。カナダツガなどと総称してベイツガ（米栂）と呼ばれる。英語では Western hemlock（ウェスタン・ヘムロック〈西のドクニンジン〉）と呼ぶ。これは葉をすりつぶしたときに出る独特な匂いが、ヨーロッパに分布する猛毒のドクニンジン（Conium maculatum）の匂いに似ていることから来ている。
樹高は高いもので70メートル (m) に達する。垂れ下がった梢と浅い溝がある茶色い樹皮が特徴で、遠くから見ても見分けられる。木は成熟すると、自ら幹の下の方4分の3の枝を落として、太くて大きな円柱形の主幹を残す。針状葉は扁平で短くつやがあり、質はやわらかく、裏面にはよく目立つ白い筋がある。

## 分布と生育環境
アラスカ、カナダのブリティッシュ・コロンビア州、アメリカ合衆国本土のオレゴン州、ワシントン州にかけての、冷涼で湿潤な北米大陸太平洋岸に分布する。世界でも最も美しい老齢森林の一つと評され、アメリカクロクマの生息地とも重なる。

## 生態
アメリカツガの森林は日光をかなり遮るため、その林床では暗がりでも生育できるシダ植物が繁茂している。アメリカツガの実生には耐陰性があるが、腰丈ほどあるシダの陰では生育することはできない。そこでアメリカツガは大木が倒れたときに、シダよりも高い位置にある横倒しになった太い幹の表面に落ちた種子から芽生えた実生が、倒木を分解する菌類から出る豊富な栄養分を使って成長するという生存戦略をとっている。そのため、実生は倒木の上から地面に向かって根を下ろした格好になり、その根の様子はまるで倒木の表面を流れ落ちるように見える。数十年後には、成長した木と有機堆積物が土台となっていた朽木の隙間を埋めるが、しばしばアメリカツガの古木にわしづかみされたヒマラヤスギの倒木が見られることもある。

## 保全状況評価
LOWER RISK - Least Concern (IUCN Red List Ver. 2.3 (1994))
IUCNレッドリストでは、1998年版で軽度懸念に評価されたが、更新が必要とされている。

## 利用
アメリカツガは、北米大陸西海岸の先住民にとっては食用に適した内樹皮をもつ価値のある木で、さまざまな病気の治療にも利用されてきた。柔らかな葉をつけたしなやかな枝は、牛馬の敷き藁に使われた。幹から宴会用の大皿を彫ったり、樹皮に含まれるタンニンは革をなめすのに使われ、赤みがかった色素は頬紅に利用した。
日本では、1970年代の関税引き下げにより、木造軸組構法による住宅を始め伝統的にスギが使われてきた分野の多くが、ベイツガに取って代わられている。材質はツガに似るが、ツガより年輪の間隔が広いため扱いやすい。ホームセンターなどで日曜大工の素材としても流通するなど、小口でも安価に入手が可能。日本が北米から輸入する木材の中で最も量が多い。